# Théophile Alajouanine
Théophile Alajouanine (12 de junho de 1890 — 2 de maio de 1980) foi um neurologista francês. Estudou e publicou profusamente principalmente sobre a afasia.